# Đurička Rijeka
Đurička Rijeka este un sat din comuna Plav, Muntenegru. Conform datelor de la recensământul din 2003, localitatea are 274 de locuitori (la recensământul din 1991 erau 526 de locuitori).

## Demografie
În satul Đurička Rijeka locuiesc 175 de persoane adulte, iar vârsta medie a populației este de 31,7 de ani (31,6 la bărbați și 31,8 la femei). În localitate sunt 62 de gospodării, iar numărul mediu de membri în gospodărie este de 4,42.
Populația localității este foarte eterogenă.
|  |

| Demografie | Demografie | Demografie |
| An         | Locuitori  | Locuitori  |
| ---------- | ---------- | ---------- |
|            |            |            |
|            |            |            |
|            |            |            |
|            |            |            |
| 1948       | 292        |            |
| 1953       | 386        |            |
| 1961       | 455        |            |
| 1971       | 487        |            |
| 1981       | 869        |            |
| 1991       | 526        | 429        |
| 2003       | 343        | 274        |

| \| Componența etnică conform recensământului din 2003[2] \| Componența etnică conform recensământului din 2003[2] \| Componența etnică conform recensământului din 2003[2] \| Componența etnică conform recensământului din 2003[2] \| Componența etnică conform recensământului din 2003[2] \| \| ----------------------------------------------------- \| ----------------------------------------------------- \| ----------------------------------------------------- \| ----------------------------------------------------- \| ----------------------------------------------------- \| \| \| \| \| \| \| \| Bosniaci \| Bosniaci \| \| 117 \| 42,7% \| \| Albanezi \| Albanezi \| \| 81 \| 29,56% \| \| Sârbi \| Sârbi \| \| 58 \| 21,16% \| \| Musulmani \| Musulmani \| \| 17 \| 6,2% \| \| necunoscută \| necunoscută \| \| 0 \| 0% \| |             |  |     |        |
| Componența etnică conform recensământului din 2003 |             |  |     |        |
| |             |  |     |        |
| Bosniaci | Bosniaci    |  | 117 | 42,7%  |
| Albanezi | Albanezi    |  | 81  | 29,56% |
| Sârbi | Sârbi       |  | 58  | 21,16% |
| Musulmani | Musulmani   |  | 17  | 6,2%   |
| necunoscută | necunoscută |  | 0   | 0%     |